# Marek Jackowski
Marek Norbert Jackowski (ur. 11 grudnia 1946 w Starym Olsztynie, zm. 18 maja 2013 w San Marco (Castellabate) – polski muzyk rockowy, gitarzysta i kompozytor.

## Życiorys
Urodził się 11 grudnia 1946 ok. godz. 22.30 w Starym Olsztynie na Warmii, a dorastał w Łęgajnach. Był synem Bernarda Jackowskiego (1911–1981) i Gabrieli Heleny z domu Gwóźdź (1914–1990), którzy pobrali się 25 grudnia 1939. Rodzice pracowali w Państwowych Gospodarstwach Rolnych – matka była księgową w Zakładzie Ogrodniczym PGR Łęgajny, ojciec zaś, z zawodu agronom, piastował stanowisko dyrektora; w 1953 został, w wyniku śledztwa Urzędu Bezpieczeństwa, oskarżony i skazany na trzy lata więzienia za niedopełnienie obowiązków służbowych (przez co wyrządził szkody w PGR-ach na ponad 3 mln zł), a po wyjściu z więzienia w 1955 (dzięki zwolnieniu warunkowemu za dobre sprawowanie) został urzędnikiem w Prezydium Wojewódzkiej Rady Narodowej w Olsztynie w Wydziale Rolnictwa i Leśnictwa. Marek Jackowski miał starszą siostrę, Krystynę (ur. 1941). W dzieciństwie zaczął mieć problemy z wymową – jąkał się, był nieśmiałym i wyobcowanym dzieckiem.
Zafascynowany muzyką Paula Anki, Neila Sedaki i The Rolling Stones zainteresował się bigbitem, podjął naukę gry na gitarze akustycznej i zaczął pisać pierwsze piosenki. Szkołę podstawową ukończył w 1960 z wynikiem dobrym. Cztery lata później ukończył naukę w klasie matematyczno-fizycznej w I Liceum Ogólnokształcącym w Olsztynie, uzyskując na świadectwie dobre i dostateczne oceny. W okresie licealnym stawiał pierwsze kroki muzyczne w zespole popowym Kleks (później przemianowanym na Posągi). Studiował filologię angielską; studia rozpoczęte na Uniwersytecie Łódzkim kontynuował po przeprowadzce do Krakowa na Uniwersytecie Jagiellońskim i zakończył w 1970, jednak nie złożył pracy magisterskiej.
Podczas studiów w latach 1966–1967 był gitarzystą w łódzkiej grupie Impulsy, zespole instrumentalno-wokalnym Rady Uczelnianej Zrzeszenia Studentów Polskich Uniwersytetu Łódzkiego. Z zespołem zajął w 1967 drugie miejsce na Ogólnopolskim Festiwalu Muzyki Młodzieżowej w Częstochowie. Formację przekształcił później w zespół Vox Gentis (pol. Głos Plemienia), który był początkowo kwintetem grającym blues rocka, a później – duetem gitar elektrycznych, który tworzył ze Zbigniewem Frankowskim. Po wyprowadzce do Krakowa nawiązał współpracę z Piwnicą pod Baranami, gdzie występował z grupą Anawa (1969–1971), z którą nagrał płyty: Marek Grechuta & Anawa (1970) i Korowód (1971); na drugi album stworzył instrumentalny utwór „Widzieć więcej”. W 1969 w uznaniu za swoją grę został mianowany „prekursorem polskiego podziemia” przez redakcję miesięcznika „Jazz”. W 1971 założył z Jackiem Ostaszewskim zespół Osjan, w którym grał do 1975. W 1976 został redaktorem w czasopiśmie „Jazz Forum”, z której to pracy zrezygnował wraz z rozwojem działalności w Maanamie.
W 1974 wraz z Milo Kurtisem założył w Krakowie zespół grający muzykę świata Sensacyjna Grupa Okazjonalna, który później przemianował na Maanam. Po wielu zmianach personalnych skład tej grupy – z ówczesną żoną Jackowskiego, Korą (Olgą Jackowską) jako wokalistką – ustalił się w 1979, a zespół udanie zadebiutował jako grupa rockowa. Jackowski stał się głównym kompozytorem materiału płytowego, a do klasyki polskiej muzyki weszła piosenka „Oprócz błękitnego nieba” (1979), którą nagrał z Maanamem. Po rozwodzie z Korą w 1984 popadł w uzależnienie od alkoholu, które doprowadziło do zawieszenia działalności Maanamu i zadłużenia Jackowskiego. W latach 80. współtworzył z Robertem Gawlińskim projekt Złotousty i Anioły. Dorabiał, udzielając korepetycji z języka angielskiego i ucząc gry na gitarze, a także pracując jako lektor wiadomości w Radiu Alex. W 1990 odbył z Korą oraz Leszkiem Biolikiem i Markiem Czapelskim trasę koncertową po klubach polonijnych w USA, a w 1991 reaktywował Maanam i pozostał liderem zespołu do czasu jego rozwiązania 31 grudnia 2008.
Równocześnie z działalnością w Maanamie w latach 90. wydał dwa solowe albumy: No1 (1994) i Fale Dunaju (1995), które jednak nie zdobyły uznania krytyków i nie wylansowały przeboju. W wolnych chwilach razem z trzecią żoną Ewą zajmował się handlem antyków i prowadził dwie galerie sztuki w Zakopanem. W 2002 wydał kompilację z serii Złota kolekcja. W 2005 został laureatem Brązowego Medalu Zasłużony Kulturze Gloria Artis. Pod koniec 2007 uformował z Januszem Iwańskim zespół The Goodboys, z którym trzy lata później wydał album, również zatytułowany The Goodboys. Z powodu nikłego zainteresowania projektem na rynku zakończył jego działalność niedługo po pierwszym koncercie.
W latach 2011–2013 występował gościnnie z zespołem Plateau na trasie koncertowej promującej ich czwarty album Projekt Grechuta, obejmującej m.in. występ na Przystanku Woodstock 2011 w Kostrzynie nad Odrą. Z zespołem Plateau zagrał swój ostatni koncert, który odbył się 17 marca 2013 we Wrocławiu. Skomponował dla grupy także dwa utwory: „Małe kina” (piosenka ukazała się na piątym albumie Plateau pt. W związku z tobą) oraz „Kocham cię, kimkolwiek jesteś” (piosenka miała premierę w październiku 2022). W tym ostatnim utworze można usłyszeć jego gitarę w nagraniu, a w teledysku do piosenki wystąpiły trzy córki Jackowskiego.

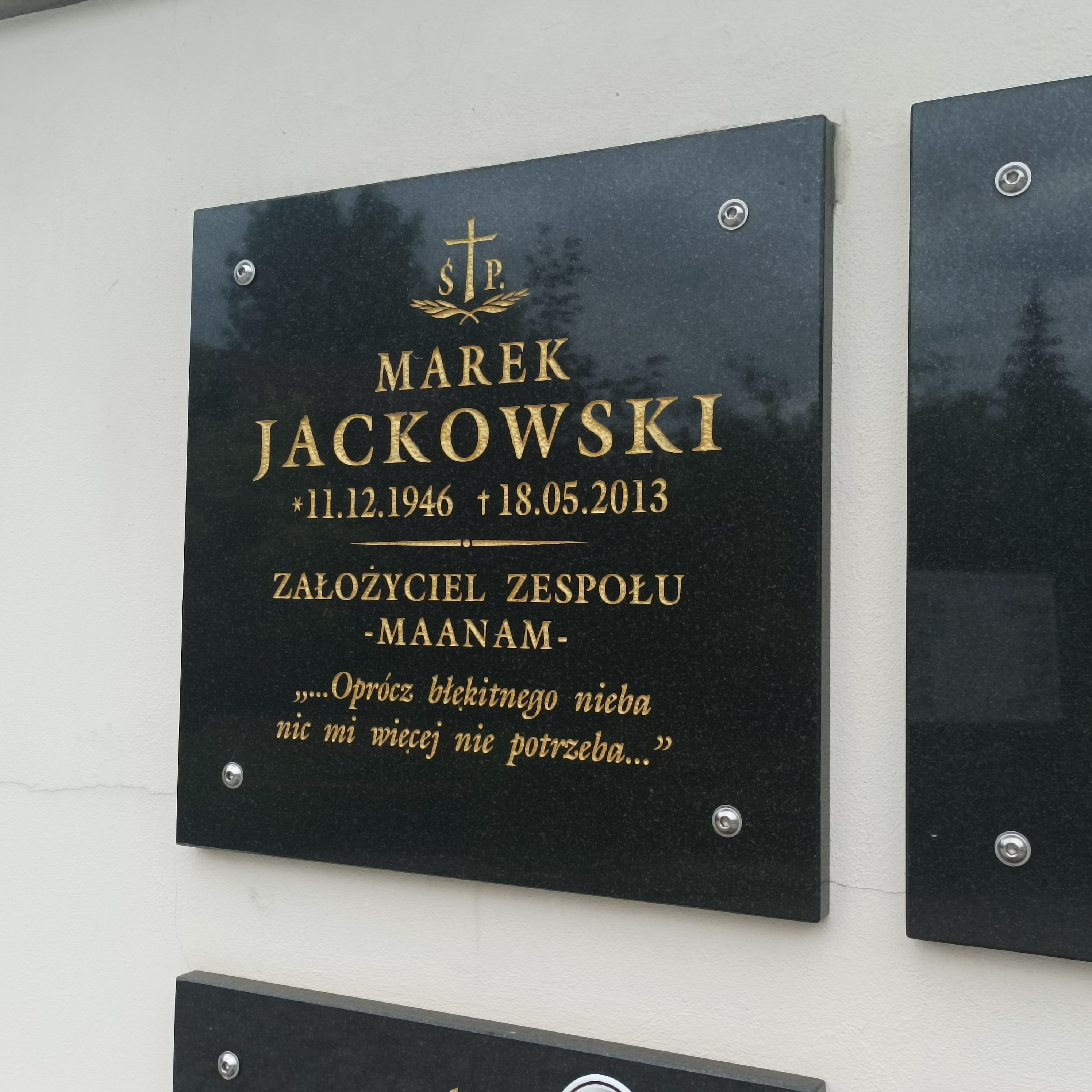
Nisza cmentarna Marka Jackowskiego na Nowym Cmentarzu w Zakopanem

W 2013 wydał trzeci solowy album, zatytułowany po prostu Marek Jackowski, nad którym pracę zakończył na kilka dni przed swoją śmiercią. Zmarł 18 maja 2013 na zawał serca. Pogrzeb odbył się 19 maja na cmentarzu w San Marco. Jego ponowny pochówek miał miejsce na Nowym Cmentarzu w Zakopanem 14 sierpnia 2013 w kolumbarium (kwatera U1-1c-1).
W 2014 r. pośmiertnie przyznano mu nagrodę Złoty Fryderyk za całokształt twórczości.

## Życie prywatne
W okresie studenckim był związany z Ewą Janicką, której miał zadedykować melodię przeboju Maanamu „Kocham cię, kochanie moje”. W latach 1971–1984 był mężem Kory, wokalistki Maanamu, z którą ma syna, Mateusza (ur. 1972). W trakcie małżeństwa nawiązał trwający prawie rok romans z Małgorzatą Kubiak. W latach 80. miał kilkumiesięczny romans z aktorką Grażyną Szapołowską. 5 stycznia 1991, po sześciu latach nieformalnego związku, ożenił się z młodszą o 21 lat Katarzyną Krupicz, siostrą Dariusza Krupicza, współzałożyciela i muzyka zespołów De Mono i Magma, z którą rozwiódł się w 1994. W 1988 przeprowadził się do Zakopanego, wciąż mieszkał także w Warszawie. Na przełomie lat 80. i 90. stał się religijny i pokonał chorobę alkoholową. W 1993 związał się z młodszą o 28 lat Ewą Święs, z którą ożenił się 18 czerwca 1994 i miał trzy córki: Biankę (ur. 1995), Palomę (ur. 1996) i Sonię. Od 2007 do śmierci mieszkał w San Marco di Castellabate we Włoszech, w prowincji Salerno, pod Neapolem.

## Odznaczenia i upamiętnienie
- Laureat Brązowego Medalu Zasłużony Kulturze Gloria Artis (2005)[38].

- 16 marca 2014 roku we wrocławskim klubie Anima odbył się koncert upamiętniający artystę. Udział w nim wzięli muzycy, którzy współpracowali z Jackowskim podczas nagrywania jego ostatniej płyty, tj. Anna Maria Jopek, Anna Wyszkoni, Maciej Maleńczuk, Piotr Cugowski, Muniek Staszczyk, Janusz „Yanina” Iwański i Marek Raduli[47].

- W grudniu 2021 w gminie Purda w Starym Olsztynie, gdzie urodził się artysta, została odsłonięta tablica, upamiętniająca 75. rocznicę urodzin Jackowskiego. Przedstawia ona wizerunek muzyka grającego na gitarze oraz cytat z jego największego przeboju „Oprócz błękitnego nieba”[63].
- Anna Kamińska Głośniej! Marek Jackowski. Historia twórcy Maanamu, Wydawnictwo Literackie (2023) ISBN 978-83-08-08323-9.

## Dyskografia
| Rok                         | Tytuł                                                                                 | Pozycja na liście | Certyfikat ZPAV |
| Rok                         | Tytuł                                                                                 | POL               | Certyfikat ZPAV |
| --------------------------- | ------------------------------------------------------------------------------------- | ----------------- | --------------- |
| 1994                        | No1 - Data: 1994 - Wydawca: Kamiling Co./Pomaton EMI                                  | –                 |                 |
| 1995                        | Fale Dunaju - Data: 1995 - Wydawca: Pomaton EMI                                       | –                 |                 |
| 2002                        | Oprócz błękitnego nieba - Data: 19 października 2002 - Wydawca: Pomaton EMI           | –                 |                 |
| 2013                        | Marek Jackowski - Data: 23 października 2013 - Wydawca: Digital Works/Universal Music | 8                 | - złota płyta   |
| „–” album nie był notowany. |                                                                                       |                   |                 |

## Filmografia
Kompozytor muzyki filmowej:
- Wielka majówka (1981)
- Noc poślubna w biały dzień (1982)
- Czuję się świetnie (1983)